# 12e base de soutien du matériel
La 12e base de soutien du Matériel est une unité de maintenance de l'Armée de terre française basée à Neuvy-Pailloux, elle est rattachée au Service de la maintenance industrielle terrestre (SMITer).

## Création et différentes dénominations
Elle est issue de l'établissement de réserve générale du matériel de Neuvy-Pailloux créé en 1946, à la suite du parc annexe d'artillerie lourde sur voie ferrée créé à la fin de la Première Guerre mondiale.
Occupée par l'armée allemande du 20 juin 1940 à septembre 1944.
En 1946, est créé un entrepôt de réserve générale du matériel Automobile (ERGM/Au) qui devient établissement en 1948 et change d'appellation en 1994 pour devenir Établissement du Matériel en 1994, et ce jusqu'au 1er juillet 1999 où il devient la 12e Base de Soutien du Matériel.

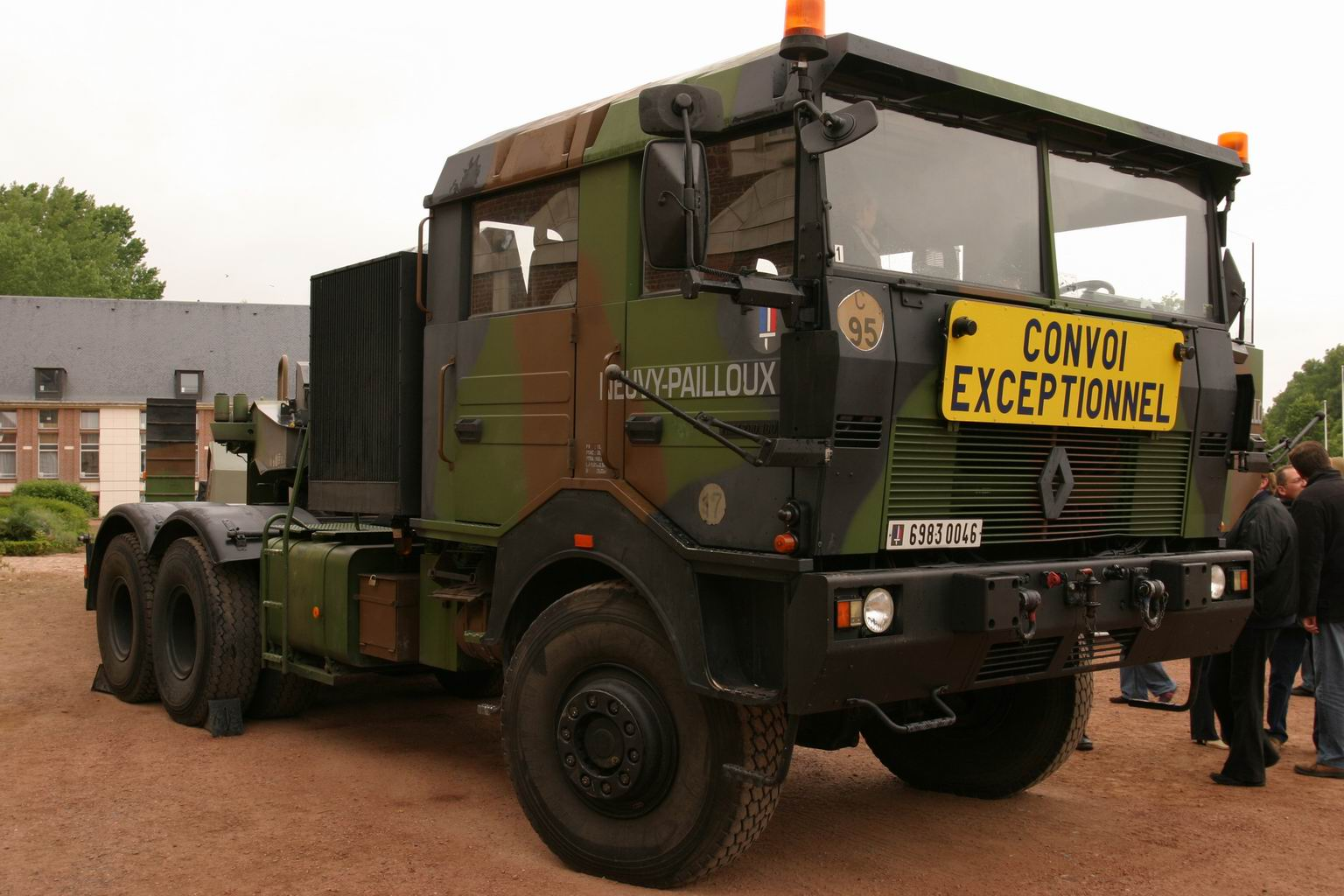
Camion Renault TRM 700-100 de la dans les années 2000.

La 12e base de soutien du Matériel est créée le 1er juillet 1999 et le quartier est baptisé " Établissement Ingénieur général Maréchal ". En juillet 2000, les ex-ETAMAT de Gien et Salbris rejoignent la 12e BSMAT. S'ensuivront une multitude d'unités rejoignant ou quittant la 12e BSMAT au gré des restructurations. En 2011, la 12e BSMAT est répartie sur une portion centrale à Neuvy-Pailloux (Indre) et trois détachements: Gien (Loiret) - servant de dépôt pour les engins du génie -, Nouâtre (Indre-et-Loire) et Satory (Yvelines).
En juillet 2017, le détachement de Nouâtre devient la 14e base de soutien du matériel, le détachement de Satory est rattaché au 8e régiment du matériel et la 12e BSMAT intègre le détachement de Douai. Une annexe servant de dépôt et démilitarisation des blindés se situe à Nevoy.
En juillet 2018, le détachement du Mans ferme conduisant à faire de celui de Douai le seul s'occupant des blindés médians de l'armée de terre en 2023.

## Organisation
Forte de 700 hommes et femmes, déployée sur trois sites et composée d’un état-major et de six unités élémentaires, la 12e base de soutien du Matériel constitue la capacité de régénération industrielle engagée par l’armée de Terre au profit de l’essentiel de ses matériels majeurs. La portion centrale de Neuvy-Pailloux assure le traitement des véhicules logistiques (PPT, GBC 180, TRM 10 000), tandis que les blindés et les véhicules tactiques sont régénérés à Gien (AMX Leclerc, AMX 10RCR, VBCI, canons CAESAR) et à Douai (VAB, GRIFFON).  
Sur le site de la portion centrale à Neuvy-Pailloux, un détachement commissariat du groupement de soutien de la base de défense de Bourges - Avord (GSBdD-BGA) est chargé d'assurer le soutien de l'homme du personnel présent sur site. Outre le mess mixte, concédé à l'EdA en avril 2023, il se compose :
- d'un espace ATLAS;
- d'une section transport routier;
- d'une section entretien des espaces extérieurs.

## Chefs de corps de la12eBSMAT
- 1999-2001 : colonel Christian BELLE
- 2001-2003 : colonel Stéphane OVAERE **
- 2003-2005 : colonel Didier FAVRAU
- 2005-2007 : colonel Frédéric GUGLIELMINOTTI **
- 2007-2010 : colonel Jean FATZ
- 2010-2012 : colonel Frédéric BERNARD (+)
- 2012-2014 : colonel Renaud GODARD
- 2014-2016 : lieutenant-colonel (TA) Nicolas LENOIR
- 2016-2019 : colonel David BRION
- 2019-2022 : colonel Fabrice BEUROIS
- 2022-2025 : colonel Pierre FONTAINE
- 2025-……. : lieutenant-colonel Pascale VISONNEAU

(*) Officier devenu par la suite général de brigade.
(**) Officier devenu par la suite général de division.
(***) Officier devenu par la suite général de corps d'armée.
(****) Officier devenu par la suite général d'armée.